# Giuliano de’ Medici, Nemours hercege
Giuliano de’ Medici, Nemours hercege (Firenze, 1479 – uo., 1516. március 17.) a Medici-család tagja, 1513 márciusa és 1516. március 17. között Firenze ura (signoréja).

## Élete
A firenzei köztársaságpártiak 1494-ben francia segítséggel elűzték a városból Giuliano bátyját, II. Pierót (1471-1503), majd két pártra szakadtak. A köztársaságot tovább gyengítette, hogy Itálián belül elszigetelődött a francia szövetség miatt, amikor II. Gyula pápa (1443-1513) Szent Ligát szervezett XII. Lajos (1462-1515) francia király ellen. 1512-ben Gyula felszólította Firenzét, csatlakozzék a szövetséghez, váltsa le vezetőit és fogadja vissza a száműzött Medicieket. Firenzét végül a spanyol katonaság kényszerítette térdre. Giuliano – rokonságával együtt – 1512 szeptemberében tért vissza a városba, s erős kézzel vert le egy összeesküvést, ám ettől eltekintve rövid uralmát az engedékeny kormányzás jellemezte. 1513-ban bátyja, Giovanni de’ Medici (1475-1521) bíboros X. Leó néven pápa lett, s ekkor Giuliano – aki maga is bíborosi és gonfaloniere címet viselt – követte őt Rómába. 1515-ben megkapta a Nemours hercege francia főnemesi címet.

## Halála
Giuliano március 17-én halt meg tüdőbajban a firenzei Medici-palotában. Felesége, Savoyai Filiberta (1498-1524), II. Fülöp savoyai herceg (1438–1497) leánya nem szült neki gyermeket, de nagybátyjához és névrokonához hasonlóan neki is volt házasságon kívül született fia, Ippolito (1511-1535).